# Фенуалоа
Фенулоа (англ. Fenualoa) — второй по величине остров островов Риф, входит в состав провинции Темоту Соломоновых Островов.

## География
Во время отлива Фенулоа соединяется с соседним островом Нифоли, расположенным к северу. Длина острова — 8 км, а ширина — всего несколько метров. Западная сторона острова состоит в основном из песчаных пляжей, окружающих большую лагуну и Большой Риф (Numa Miombilou). На восточной части острова расположены очень крутые скалы. Постоянный транспорт отсутствует.

## Население
Остров очень густо заселён, большинство населения — меланезийцы. Большинство деревень расположены на западной части острова. Самые крупные деревни: Туо, Малуба, Танга and Малапу. На острове находится три школы.

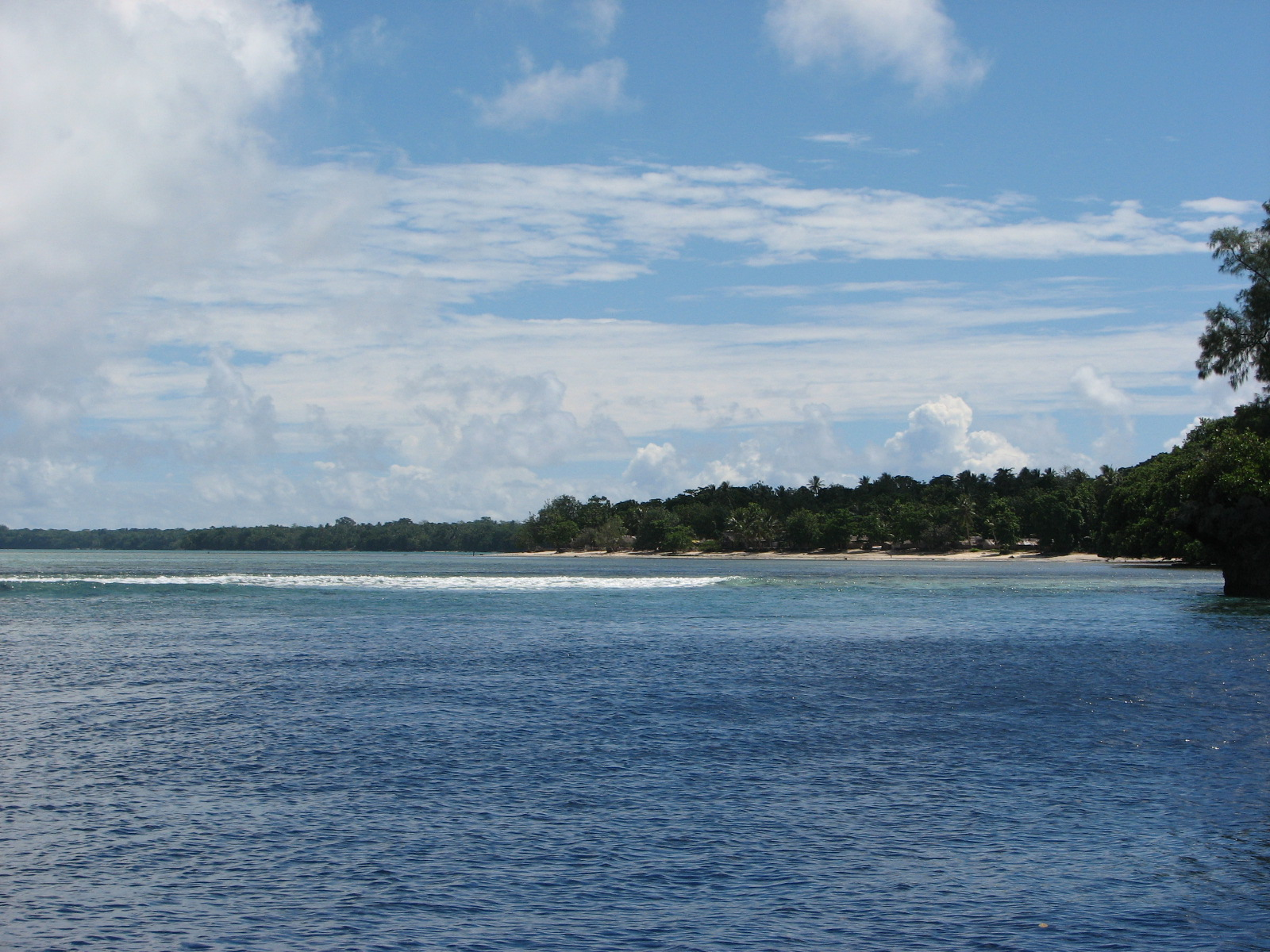
Вид на Фенулоа. Деревня Туо едва заметна.
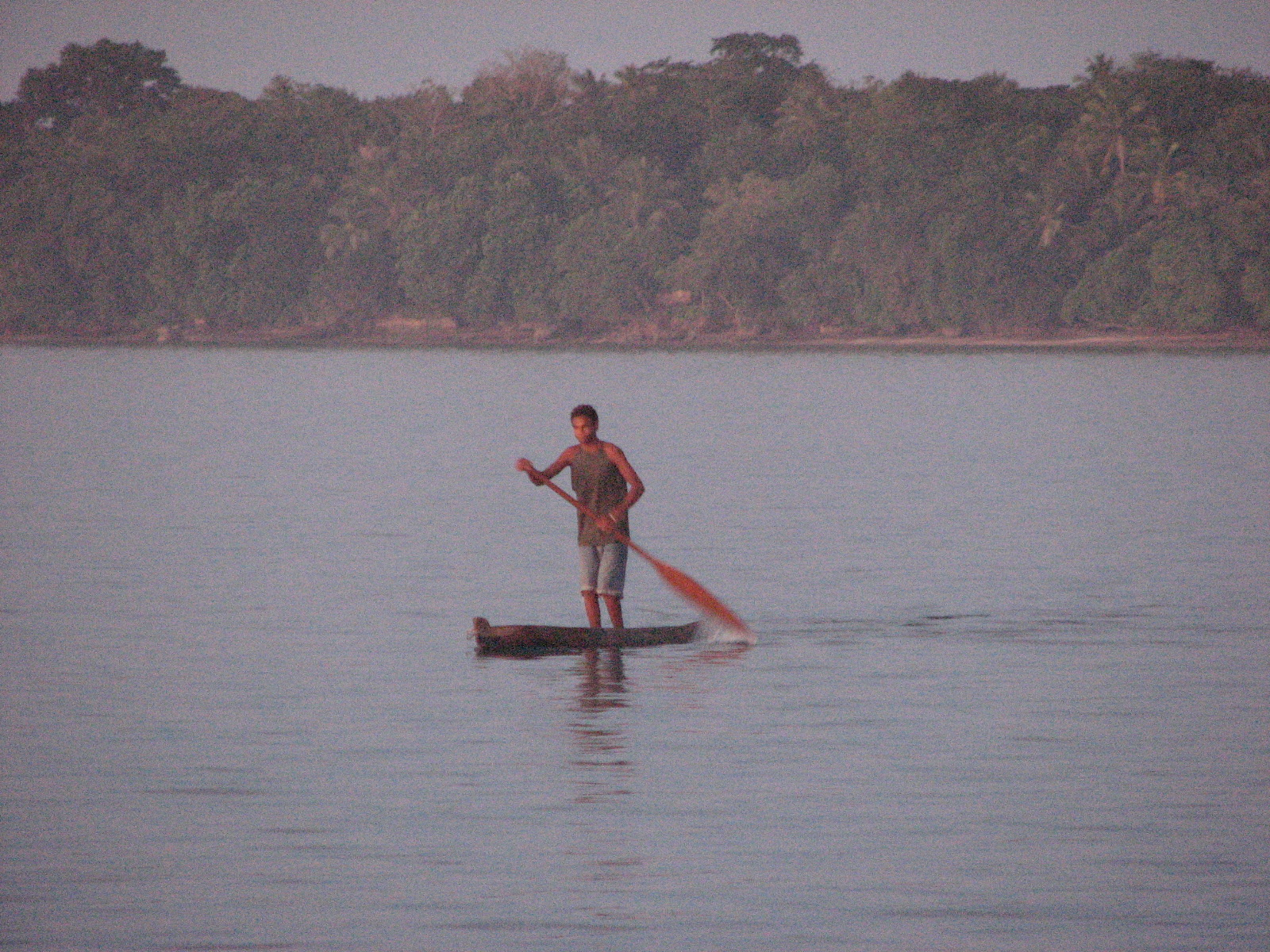
Каноэ к западу от острова.
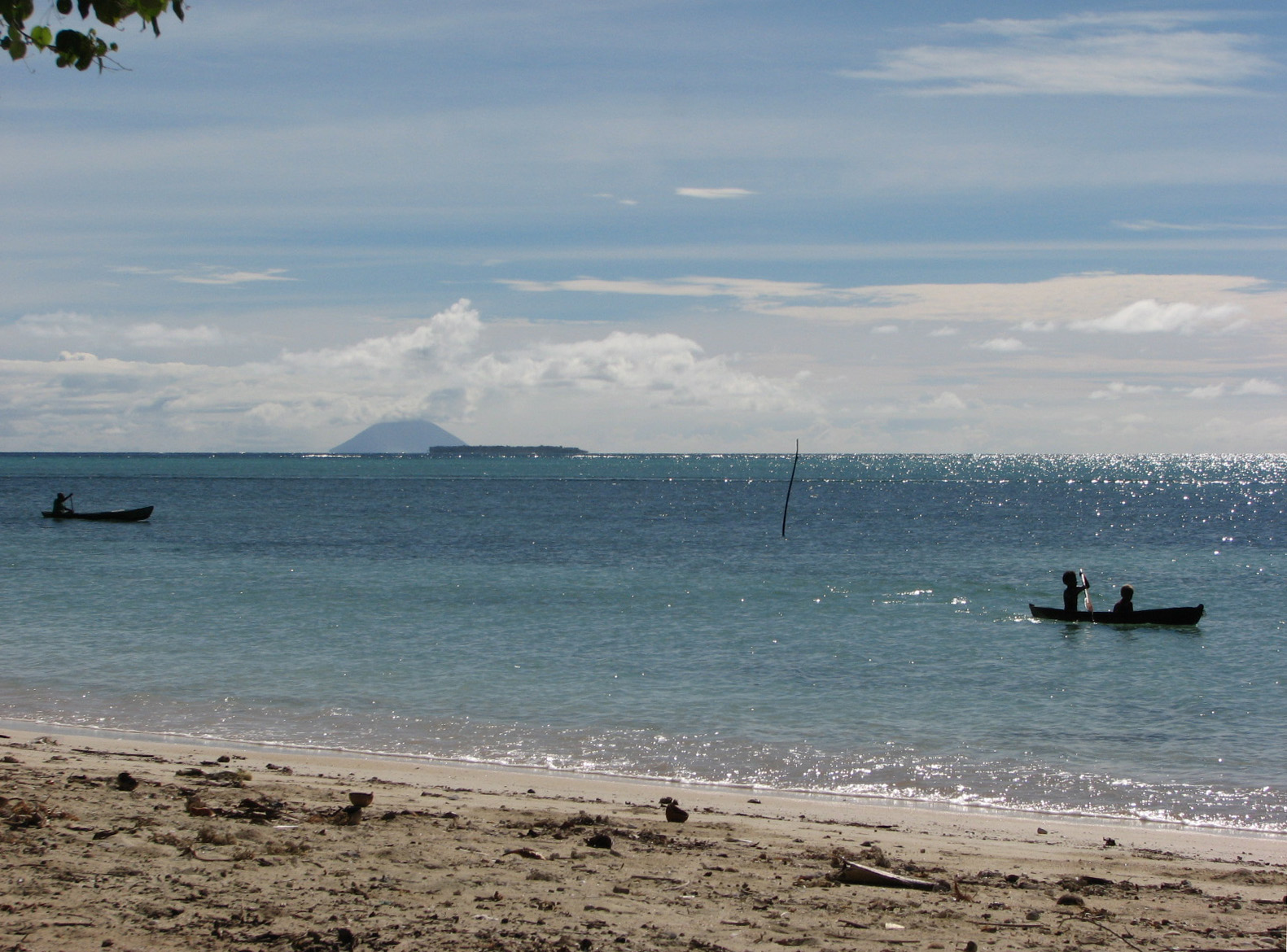
Вид с западного побережья на вулкан Тинакула.
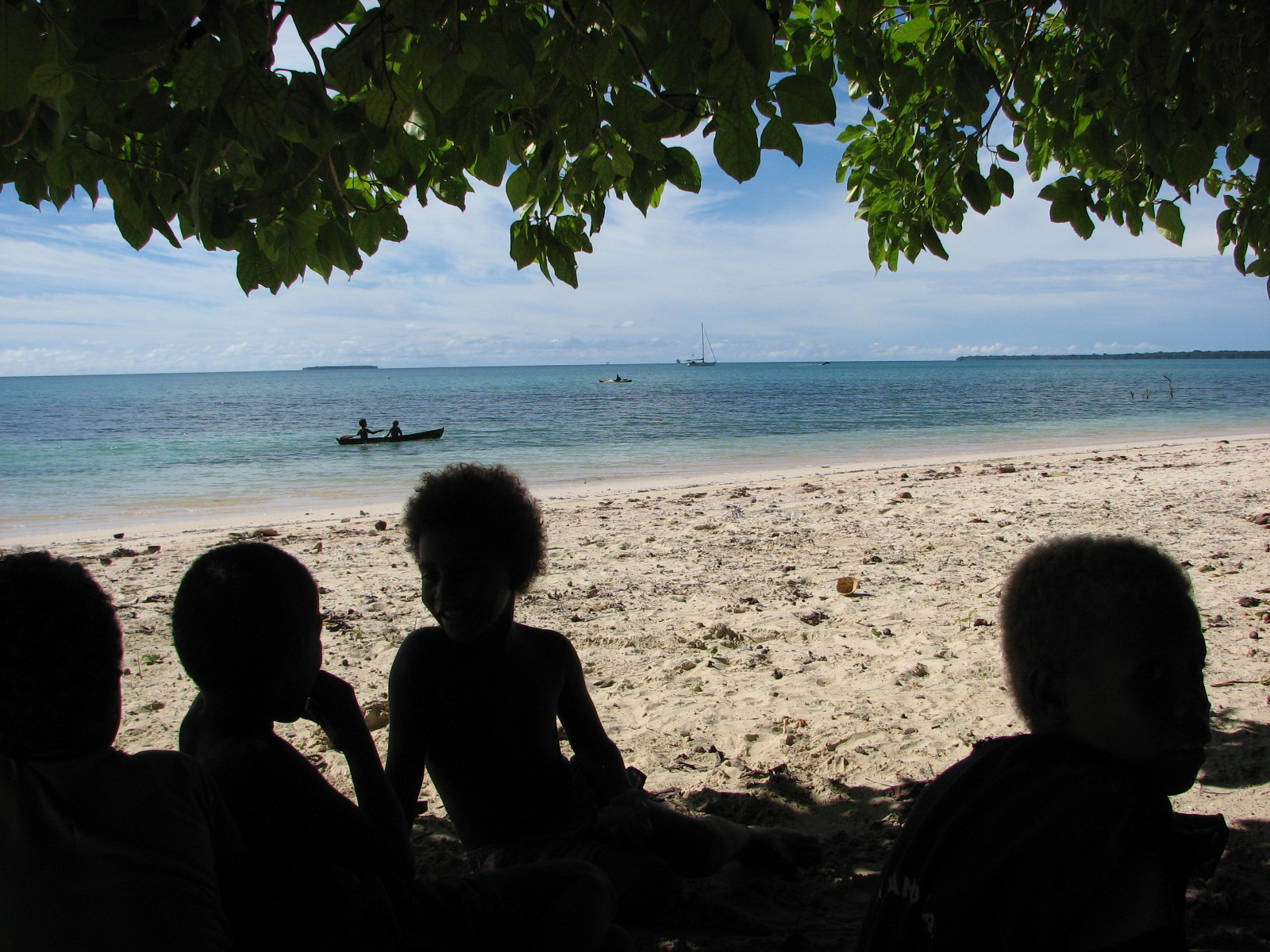
Дети на берегу деревни Туо.
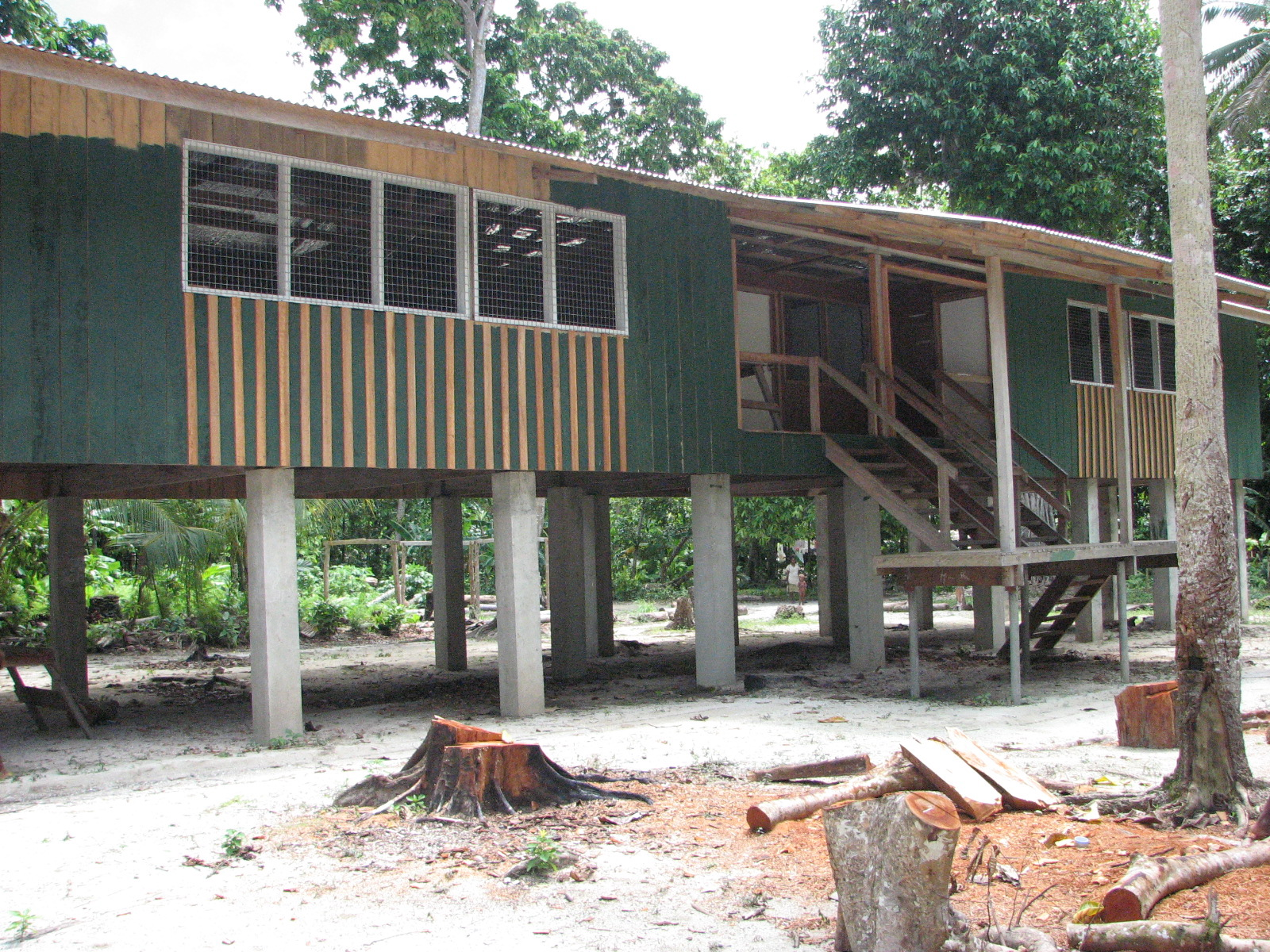
Школа в деревне Туо, которая построена с помощью Новой Зеландии в 2008 году.
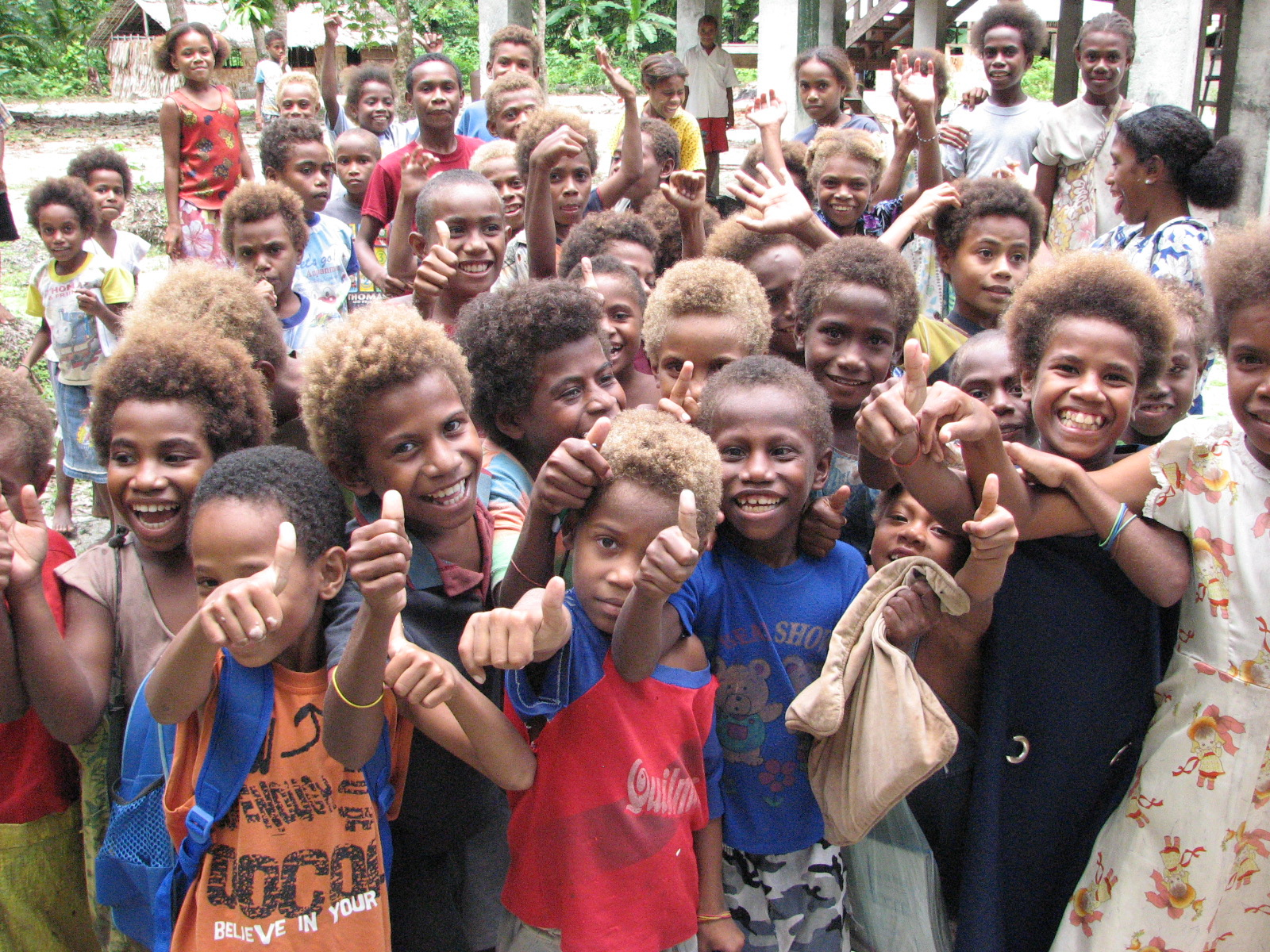
Дети из школы в деревне Туо.